# Javier Berger

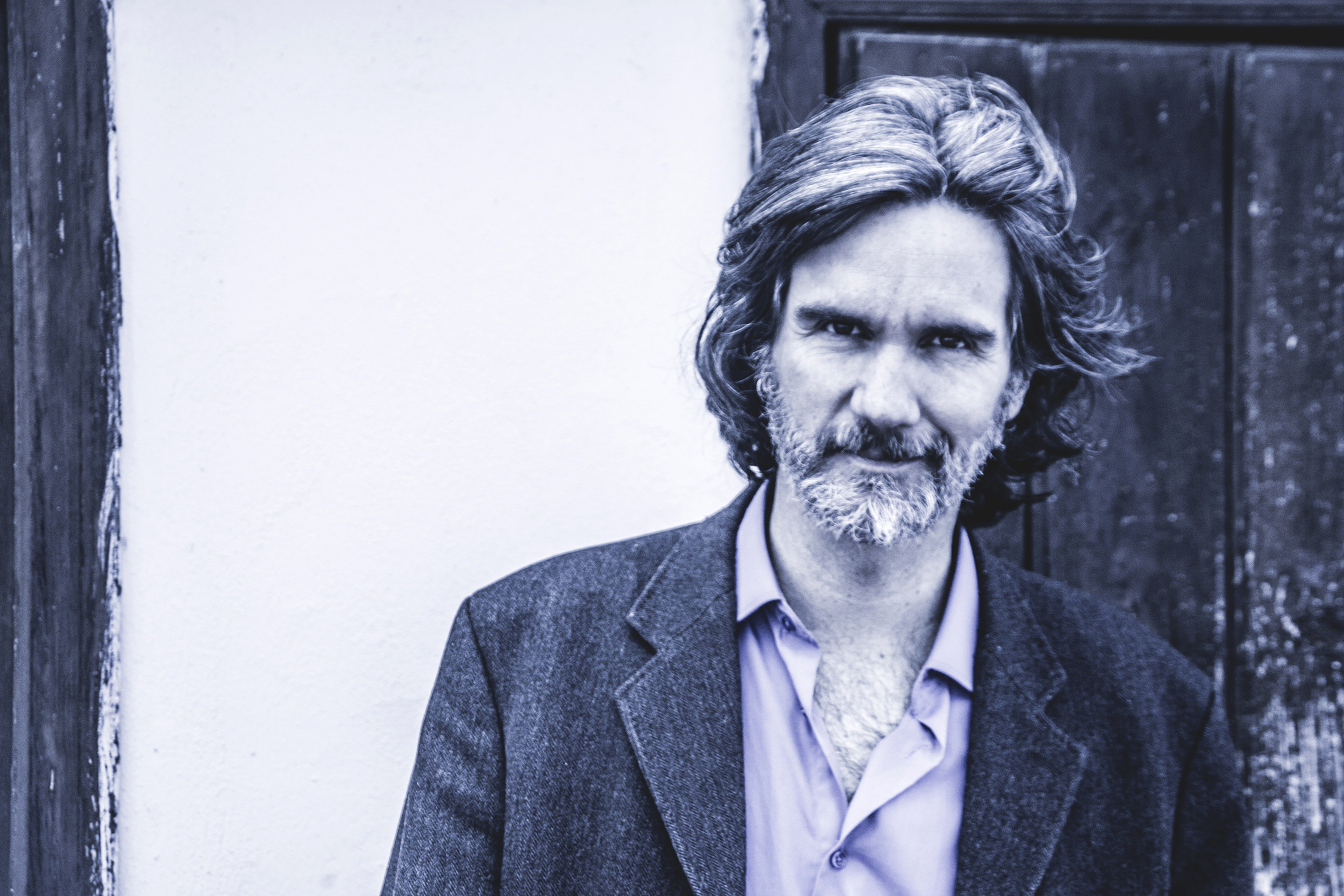

Javier Berger Díaz (Sevilla, 1973) es un dramaturgo, actor y director de escena español.
Ha escrito más de una decena de obras de teatro, muchas de ellas estrenadas, entre las que destacan Elena y el fenómeno Borbely o Doctor, ¿es verdad que el cuerpo se compone de un 70% de agua? con la que ganó el premio Romero Esteo otorgado por el Centro Andaluz del Teatro en 1997. También ha trabajado como guionista de televisión. En sus obras se destacan temas como la soledad y la crueldad. Sus textos se caracterizan por un humor absurdo propio de las influencias de Fernando Arrabal y los Hermanos Marx.

Pierden la juventud queriendo crecer y luego lloran por la juventud perdida.
 Doctor, ¿es cierto que el hombre se compone de un 70% de agua?

## Biografía
Nace en Sevilla en 1973, pero pasa su infancia en Marbella. Comenzó a estudiar Psicología en la Universidad de Granada y allí se implicó en las artes escénicas y el teatro, escribiendo pequeñas obras y formando parte del grupo de teatro de la facultad. Una de las primeras piezas que escribe es Doctor, ¿es cierto que el hombre se compone por un 70% de agua?, con la que ganó el premio Romero Esteo en 1997. Este suceso le hizo plantearse la escritura seriamente.
Un hecho determinante en su vida fue un fortuito accidente de tráfico que le hizo reflexionar y le ayudó a darse cuenta de lo efímero que es todo. Tras abandonar psicología en el tercer curso, decide estudiar interpretación en el Instituto del Teatro de Sevilla.
Trabaja como actor en la compañía «Los Ulen», donde destaca la obra Bar de Lágrimas. Trabajó en otras compañías teatrales, en TV como guionista (sobre todo en Canal Sur), en cine, y en la dirección de obras propias. Decide dejar el oficio de actor un tiempo para dirigirse a Madrid a estudiar un máster en guion. Ejerce como docente para la Universidad de Sevilla y para la Escuela de Cinematografía del mismo lugar.
Funda, junto a Manolo Asensio, el grupo de perfopoesía "Os Reverendos"

## Formación
Estudió psicología en la Universidad de Granada (1991-1995). Siendo universitario escribió algunos sketch para el taller de teatro, además de la obra Doctor, ¿es cierto que el hombre se compone de un 70% de agua?, que surgió como una parodia de las obras burguesas de Alfonso Paso. Abandona la carrera de psicología y decide estudiar interpretación en el Instituto del Teatro de Sevilla, estudios que sí finalizó. Dirige durante año y medio un taller de teatro en Sanlúcar de Barrameda y vuelve a Sevilla para convertirse en actor de la compañía «Los Ulen», donde destaca su trabajo en la obra Bar de Lágrimas, con la que realizaron más de 190 representaciones.
Deja una temporada la actuación y marcha a Madrid para estudiar un máster en guion en la escuela privada T.A.I. (2005-2006), para después ejercer como docente para la Universidad de Sevilla y la Escuela de Cinematografía de la ciudad. Ha sido guionista de Canal Sur en los programas 1001 Noches, Bienaventurados, Sarandonga, Vaya Vecinos, Pa que te Rías, Paz en la Tierra (2009) y Escaletas Zapping Humor (2010). También ha trabajado como jefe de guion en la serie de humor Año 400. El Imperio se Rompe y como guionista de cine, junto a Jesús Carlos Salmerón, en el largometraje K, la Escalera India (2008).

## Obra dramática

### Estilo
Javier Berger se decanta claramente por la comedia cuando se trata de escribir. Para él, este género es capaz de tratar multitud de temas y danzar por cualquier registro con total libertad, a diferencia de otros géneros mucho más encorsetados. Pero el humor de este autor se define concretamente como humor negro, un tipo de enfoque cómico que se expresa sin ataduras de ningún tipo.
En cuanto al estilo podemos decir que todas sus obras, en cierta manera, tratan dos vocablos principales: soledad y crueldad, tratados siempre desde ese punto de vista cómico característico en todas sus obras. El principal objetivo que persigue Javier es el de hacer reír al público. El autor utiliza el teatro como vía para realizar algún tipo de crítica social, usando un lenguaje tan coloquial, fresco y versátil, que llega al público con una facilidad arrolladora y cala en él con rapidez.
Tachado en muchas ocasiones como un autor polémico, Berger es un artista que no se pone trabas a la hora de escribir. Para este joven dramaturgo, seguir contando historias políticamente correctas, desemboca en que, al final, resulten cursis. Su intención no es provocar, pero en la esencia de la comedia está el enfrentamiento, la anarquía o el sentimiento ácrata de la vida defendido por Berger.
Es el fundador de una generación denominada Romero Esteo, ya que fue él el primero en recibir un premio con el mismo nombre. Tras él ganaron el premio otros dramaturgos andaluces como José Francisco Ortuño, Antonio Hernández Centeno o Gracia Morales, entre otros, que obtuvieron mayor fama tras recibir el premio, suponiendo un importante impulso en sus carreras como dramaturgos.

### Textos
Desde las primeras a sus últimas obras se percibe una clara evolución desde formulaciones más explosivas y, hasta cierto punto, provocativas tanto en contenido como en forma hasta un cuidado mayor en la exposición y en la estructura dramáticas.
- "La odisea de Magallanes-Elcano" (2021). Estrenado.
- "Jazz en la pecera" (2018). Estrenado.
- "La Felicidad... es el deseo de repetir" (2018) Estrenado.
- "UVI (Zona cero)" (2011) Coautor. Estrenado.
- Histeria Acústica para dos Voces (2010). Estrenado.
- Franco, el Retorno (2009). Estrenado.
- Lope a Lope-tit (2009). Estrenado.
- Elena y el Fenómeno Bórbely (2005). Estrenado.
- Ricky Ricardo (coautor) (2005). Estrenado.
- Veni, Vidi, Vinci (2002). Estrenado.
- El Sexo de los Títeres (2001). Estrenado.
- De Guzmán a los Montpensier (2001). Estrenado.
- Doctor, ¿es cierto que el Hombre se Compone de un 70% de Agua? (1999). Estrenado.
- El Infierno de los Vivos (1996). Estrenado.

## Recepción
La mayoría de sus obras ha obtenido los aplausos del público y de la crítica.
En todas ellas se destaca un humor tintado de inteligencia que no deja de exprimir carcajadas desde el primer segundo. Consideradas como obras deliciosas y diferentes, las obras de Berger siempre se han representado por compañías pequeñas, como «Detesto Teatro»., de las que se valora especialmente la calidad interpretativa.
La cruel comedia negra Doctor, ¿es cierto que el hombre se compone de un 70% de agua?, ha sido considerada como una apuesta atrevida que ha recogido éxitos y ha avivado la polémica por su ácida intención de desvelar la mezquina moral de la sociedad actual.
Elena y el fenómeno Bórbely es el reflejo de Las aventuras de Alicia en el País de las Maravillas y El Mago de Oz. Considerada por la crítica como alucinante [cita requerida], la cuidada puesta en escena y el contenido musical que acompaña a la acción, hacen que la historia haya cosechado gran éxito de público y crítica.

## Premios
- Primer accésit José Moreno Arenas. 2022
- Premio Autor Escenarios de Sevilla 2018
- Premio Animat.Sur (2011) por "Versión Femenina"
- Premio Rafael Guerrero de Teatro Mínimo (2007) por su obra La voz del Concejal.
- Premio Teatro Joven (2005) por su obra Ricky Ricardo.
- Premio Rafael Guerrero de Teatro mínimo (2000) por su obra Tabacooo!!!
- Premio Miguel Romero Esteo (1997) por su obra Doctor, ¿es cierto que el hombre se compone de un 70 % de agua?
- Premio Gemma de teatro (1996) por su obra La increíble historia aleatoria del hombre muro.